# Proteína de unión a TATA
La proteína de unión a TATA (TBP) es un factor de transcripción que se une específicamente a la secuencia de ADN denominada caja TATA. Esta secuencia de ADN se encuentra a unas 25 o 30 pares de bases corriente arriba del sitio de inicio de la transcripción en el promotor de los genes procariotas y de algunos genes eucariotas. TBP, junto con diversos factores asociados a TBP, constituyen el complejo TFIID, un factor de transcripción general que forma parte del complejo de pre-iniciación de la ARN polimerasa II. Puesto que es una de las pocas proteínas del complejo de pre-iniciación que unen una secuencia específica de ADN, presenta un importante papel en el correcto posicionamiento de la ARN polimerasa II sobre el sitio de inicio de la transcripción del gen. Sin embargo, se estima que sólo el 10-20% de los promotores de genes humanos poseen cajas TATA. Por ello, lo más probable es que TBP no sea la única proteína implicada en el correcto posicionamiento de la ARN polimerasa II.
TBP está implicada en la desnaturalización del ADN (separación de la doble hebra) mediante el plegamiento del ADN unos 80° (las secuencias ricas en AT a las que se unen facilitan el proceso). TBP se une de forma atípica al ADN, ya que lo hace al surco menor por medio de una beta-lámina.
Otra característica distintiva de TBP es una larga secuencia de residuos de glutamina en el extremo N-terminal de la proteína. Esta región se encarga de modular la actividad de unión al ADN del extremo C-terminal, lo cual afecta a la velocidad de formación del complejo de transcripción y por tanto al inicio de la transcripción. Se han asociado mutaciones que expanden el número de repeticiones CAG y por tanto la longitud de la secuencia de poli-glutaminas, con la ataxia espinocerebelosa 17, un desorden neurodegenerativo clasificado como enfermedad poliglutamínica.

## Papel como subunidad del factor de transcripción
TBP es una subunidad del factor de transcripción TFIID. TFIID es la primera proteína que se une al ADN durante la formación del complejo de pre-iniciación de la transcripción de la ARN polimerasa II. La unión de TFIID a la caja TATA en la región promotora del gen inicia el reclutamiento de otros factores requeridos para que la ARN polimerasa II comience la transcripción. Algunos de estos otros factores reclutados son TFIIA, TFIIB y TFIIF. Cada uno de estos factores de transcripción se forman a partir de la interacción de diversas subunidades proteicas, indicando que la transcripción es un proceso muy regulado.
TBP también es un componente necesario de la ARN polimerasa I y la ARN polimerasa III, siendo probablemente la única subunidad común requerida por las tres polimerasas.

## Interacciones proteína-ADN
Cuando TBP se une a la caja TATA del ADN, distorsiona la estructura de la hebra mediante la inserción de cadenas laterales de aminoácidos entre los pares de bases, desenrollando parcialmente la doble hélice. Esta distorsión es llevada a cabo por medio de una gran cantidad de superficies de contacto entre la proteína y el ADN. TBP se une a las cargas negativas de fosfato del esqueleto del ADN, a través de las cargas positivas de los residuos de lisina y arginina. El plegamiento del ADN es producido por la proyección de cuatro voluminosos residuos de fenilalanina en el surco menor. Cuando el ADN se pliega, aumenta el número de contactos con TBP, con lo que se potencia la interacción proteína-ADN.
La tensión impuesta a la doble hélice de ADN mediante esta interacción inicia la desnaturalización o separación de las dos hebras. Debido a que esta región es rica en adenina y timina, que sólo poseen dos puentes de hidrógeno con la hebra complementaria, las hebras de ADN son más fácilmente separables. Dicha separación de ambas hebras expone las bases nitrogenadas y permite que la ARN polimerasa II comience la transcripción del gen.
El extremo C-terminal de TBP posee una forma helicoidal que complementa, aunque no totalmente, la región TATA del ADN. Esta complementación incompleta permite al ADN ser plegado durante la unión.

## Interacciones
La proteína de unión a TATA ha demostrado ser capaz de interaccionar con:
- BRF1[4][5]
- BTAF1[6][7]
- c-Fos[8]
- c-Jun[9]
- EDF1[10][11][12]
- GTF2B[6][13]
- GTF2A1[14][15][16][17][18]
- GTF2F1[6][19][20]
- GTF2H4[6]
- Mdm2[21][22]
- MSX1[23][24][25]
- NFYB[26]
- p53[27][28]
- PAX6[28]
- POLR2A[6]
- POU2F1[29]
- RELA[30][31]
- Receptor X retinoide alfa[32]
- TAF1[33][26][34][35]
- TAF10[26][34]
- TAF11[26][36][37]
- TAF13[36]
- TAF15[38]
- TAF4[39][26]
- TAF5[26][40][34]
- TAF6[39][26][34]
- TAF7[39][26] and
- TAF9[26][41]